# 56 Leonard Street
56 Leonard Street, kallas även Jenga Building och Jenga Tower, är en skyskrapa som ligger på Manhattan i New York, New York i USA.
Byggnaden uppfördes mellan 2008 och 2017 som en fastighet för bostäder. Den är 250,24 meter hög och har 58 våningar.